# Courier de l'Égypte

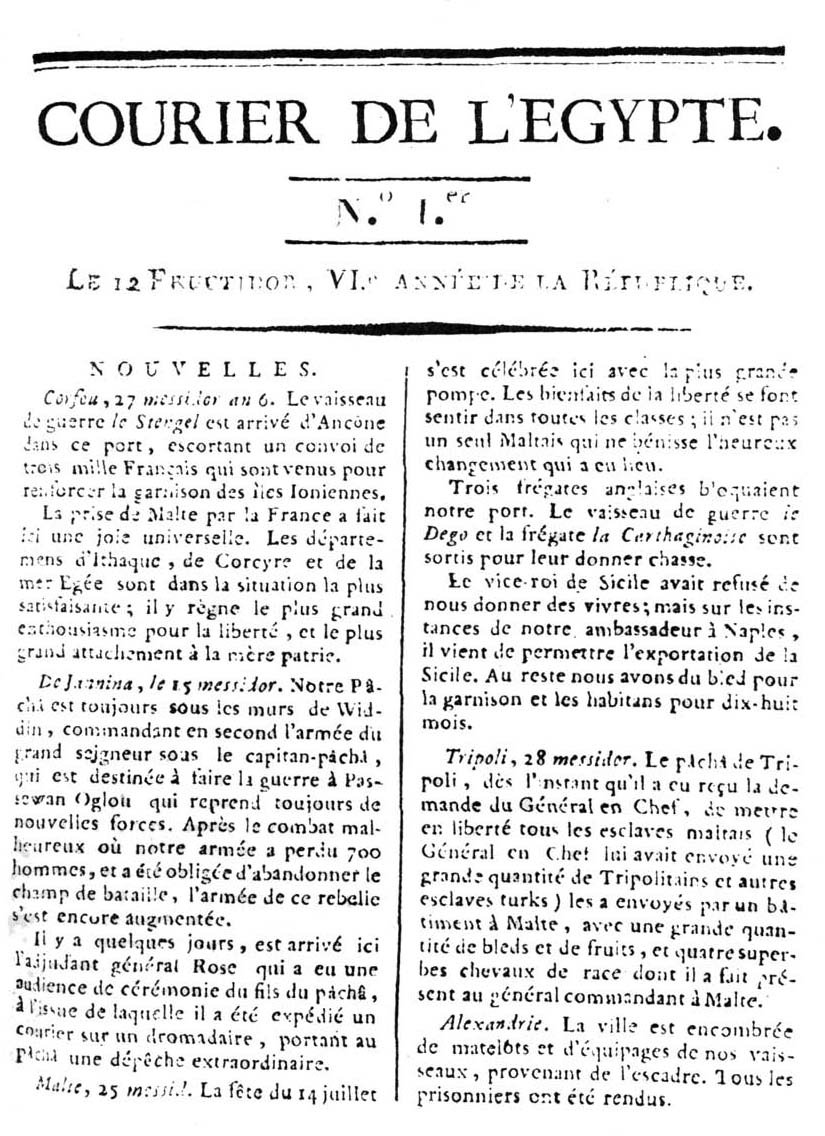
Le Courier de l'Égypte, no 1,.

Le Courier de l’Égypte est un journal de la propagande napoléonienne, publié par l'Institut d'Égypte, s’adressant au corps expéditionnaire de la campagne d'Égypte et devant soutenir le moral des troupes. Dans ses pages ont figuré « les premiers reportages de guerre, des récits de voyage des nombreux correspondants qui déambulent partout dans Le Caire à l’affut d’une scène pittoresque », raconte Kraemer. Il est publié parallèlement à La Décade égyptienne, destinée aux civils qui accompagnaient l'armée. 

## Histoire
Le premier numéro paraît le 29 août 1798 (12 fructidor de l'an VI) ; il est imprimé par Marc Aurel, ami de Bonaparte à Valence. Joseph Fourier, rédacteur en chef, Costaz et Desgenettes participent à sa rédaction.
Le 116e et dernier numéro paraît le 9 juin 1801 (20 prairial de l'an IX). Quoique non numérotée et ne portant pas le titre de Courier de l'Égypte, la Convention pour l'évacuation de l'Égypte, signée par le général Belliard et parue le 28 juin 1801 (9 messidor de l'an IX), est considérée comme une annexe au journal,.
Ce journal a largement contribué à la diffusion du français parmi les langues en Égypte car quelques années plus tard les diplomates étrangers constateront que les Français restent solidement implantés et que la presse de langue française tient le haut du pavé.

## Numéros caractéristiques

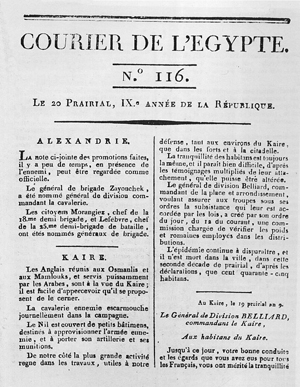
Le Courier de l’Égypte, no 116 (dernier numéro),.

- no 24 du 27 nivôse an VII (16 janvier 1799) : Relation du voyage à Suez pour découvrir le canal de Suez que l'on supposait avoir existé entre la mer Rouge et la mer Méditerranée, de Louis Costaz ;
- no 37 du 29 fructidor an VII (15 septembre 1799) : on peut y lire que le 2 fructidor (19 août), à Rosette lors de travaux sur le fort Rashid :

« il a été trouvé... une pierre d’un très beau granit noir... Une seule face bien polie offre trois inscriptions distinctes [avec des caractères hiéroglyphiques, syriaques et grecs]... Cette pierre offre un grand intérêt pour l’étude des caractères hiéroglyphiques, peut-être même en donnera-t-elle enfin la clef. »

Ce numéro parvient à Grenoble où Jacques-Joseph Champollion le transmet à son jeune frère Jean-François, lequel parviendra à déchiffrer les hiéroglyphes gravés sur cette pierre, dite pierre de Rosette,
- no 89 du 30 brumaire an IX (21 novembre 1800) : rapport d'Étienne Geoffroy Saint-Hilaire concernant un plan d'expériences sur la respiration aquatique, ultérieurement inséré dans la Description de l'Égypte ;
- no 90 du 6 frimaire an IX (27 novembre 1800) : Histoire naturelle de l'œuf, servant d'introduction au développement des expériences annoncées à l'égard des oiseaux, également d'Étienne Geoffroy Saint-Hilaire ;
- no ? : Études sur les monuments, les mœurs et les révolutions de l'Égypte, sur ses oasis, sur les explorations et les fouilles à entreprendre dans la vallée du Nil, sur les aqueducs à y construire, etc, de Joseph Fourier.

## Publications
116 numéros :
- Courier de l'Égypte, nos 1–116 reliés en 1 vol., sur Gallica.
- Courier de l'Égypte, nos 1–116 reliés en 4 vol., sur Google Livres :
  - vol. 1, nos 1–30 ;
  - vol. 2, nos 31–58 ;
  - vol. 3, nos 59–90 ;
  - vol. 4, nos 91–116.
- Courier de l'Égypte, nos 1–116 reliés en 3 vol., sur Google Livres :
  - vol. 1, nos 1–39 ;
  - vol. 2, nos 40–78 ;
  - vol. 3, nos 79–116.
- Saladin Boustany (éd.), The Journals of Bonaparte in Egypt, vol. 4 (nos 1–116 en fac-similé), 5 (traduction en arabe) et 7 (index), Le Caire, al-Arab bookshop, 1971.

Annexe du général Belliard :
- Augustin-Daniel Belliard, Convention pour l'évacuation de l'Égypte par le corps de troupes de l'armée française et auxiliaires aux ordres du général de division Belliard, Le Caire, Imprimerie nationale, 28 juin 1801, 4 p. (lire en ligne).